# Société des chemins de fer du Québec
La Société des chemins de fer du Québec est une ancienne compagnie ferroviaire canadienne qui possédait plusieurs chemins de fer d'intérêt local (CFIL) au Québec, en Ontario, au Nouveau-Brunswick et en Nouvelle-Écosse.

## Histoire
C'est en 1994 que la Société des chemins de fer du Québec exploite sa première ligne, entre Québec et Clermont, de chemin de fer d'intérêt local (CFIL).
En janvier 1998, SCFQ achète à La Canadien National (CN) 484 kilomètres de l'ancienne ligne du Chemin de fer Intercolonial, entre Moncton et Mont-Joli.
En janvier 1999, SCFQ achète, également au CN, les 190 km de la ligne de Matane à Rivière-du-Loup. Ligne dont le trafic fret est annuellement de 30 000 wagons et qui est également utilisée par Via Rail Canada pour des trains de voyageurs à destination de Gaspé et d'Halifax.
En 2008, dans le cadre d'une réorganisation de son capital, la Société des chemins de fer du Québec revend au CN une partie de ses actifs qui représente 864 km de lignes. Cela comporte ses filiales : le Chemin de fer de la Matapédia et du Golfe, la compagnie de Compagnie du chemin de fer de la côte est du Nouveau-Brunswick, le Chemin de fer Ottawa Central, et  le service traversier « bateau-rail » où le CN avait déjà une participation minoritaire depuis la création de ce service en 1975.